# Lianghe
Lianghe léase Liáng-Je (en chino:梁河县, pinyin:Liánghé xiàn, lit: río Lian) es un condado bajo la administración directa de la prefectura autónoma de Dehong. Se ubica al oeste de la provincia de Yunnan, sur de la República Popular China. Su área es de 1159 km² y su población total para 2010 fue +100 mil habitantes.

## Administración
El condado de Lianghe se divide en 9 pueblos que se administran en 3 subdistritos, 4 villas y  2 villas étnicas.